# Aide en milieu ouvert
Pour les articles homonymes, voir AMO.
Dans la Communauté française de Belgique, les actions en milieu ouvert (AMO) sont des services spécialisés d'aides de première ligne destinées aux jeunes. Les actions qui y sont menées sont d'ordre préventif. L'aide apportée est non contraignante (dans le sens où l'on ne peut forcer un jeune à y participer) et confidentielle. La prévention se fait au sein du milieu de vie. Les AMO ont pour but de soutenir les projets du jeune, d'apporter une aide dans les difficultés rencontrées (personnelles, administratives, scolaires, judiciaires, financières, etc.). Il y a, à Bruxelles et en Wallonie, plus de 80 A.M.O.

## Approches et axes de travail
Il existe une grande variété d'approches et de modes de fonctionnement. Certaines (comme Dynamo) favorisent le travail de rue, d'autres sont spécialisées dans une problématique précise (comme droit des jeunes spécialisée dans les questions juridiques), d'autres encore s'adaptent aux besoins et à la population des quartiers où elles s'installent (comme le CLAJ. Il existe encore bon nombre d'approches et de méthodes différentes, sans doute autant qu'il y a d'A.M.O. et chacune d'entre elles a ses particularités (comme SOS jeunes qui propose des solutions d’accueil d'urgence non mandatées contrairement aux Centre d'Accueil d'Urgences (C.A.U.)). Les A.M.O. travaillent autour de 2 grands axes : L'aide individuelle et l'aide communautaire. Avant les AMO travaillaient également sur l'action collective mais cet axe a été abandonné afin qu'il puisse être réapproprié par les Maisons de Jeunes et les centres sportifs et culturels. Les AMO peuvent néanmoins toujours faire de l'action collective mais à but communautaire (les A.M.O. peuvent tout à fait privilégier un ou plusieurs de ces axes).

## Cadre légal
Toutes les A.M.O. sont régies par le décret du 18 janvier 2018 relatif à l'aide à la jeunesse et le décret du 05 décembre 2018 relatif aux conditions d’agrément et d'octroi des subventions pour les A.M.O..
Les unes sont privées et donc constituées en ASBL, d'autres sont publiques et donc gérées par le collège communal, un CPAS ou une autre instance étatique (comme le service aux affaires sociales d'une région).